# Selezione maschile di football sala della Catalogna
La Nazionale maschile di futsal AMF della Catalogna è, in senso generale, una qualsiasi delle selezioni nazionali di Calcio a 5 nella versione della Asociación Mundial de Futsal che rappresentano la Catalogna nelle varie competizioni ufficiali o amichevoli riservate a squadre nazionali. La nazionale fa capo alla Federació Catalana de Futbol Sala.
La squadra nazionale catalana ha iniziato l'avventura nelle competizioni internazionali nel 2004. È seconda nel campionato d'Europa 2006.

## Risultati nelle competizioni internazionali

### Campionato mondiale di calcio a 5
- 2007 - Primo turno
- 2011 - Quarti di finale

### Campionato Europeo UEFS
- 2004 - 7º posto
- 2006 - Secondo posto
- 2008 - 8º posto
- 2010 - 6º posto
- 2012 - 4º posto